# Schopfteufelskralle
Die Schopfteufelskralle (Physoplexis comosa) ist die einzige Art der Pflanzengattung Physoplexis in der Familie der Glockenblumengewächse (Campanulaceae). Sie ist in Österreich, Italien und Slowenien beheimatet.

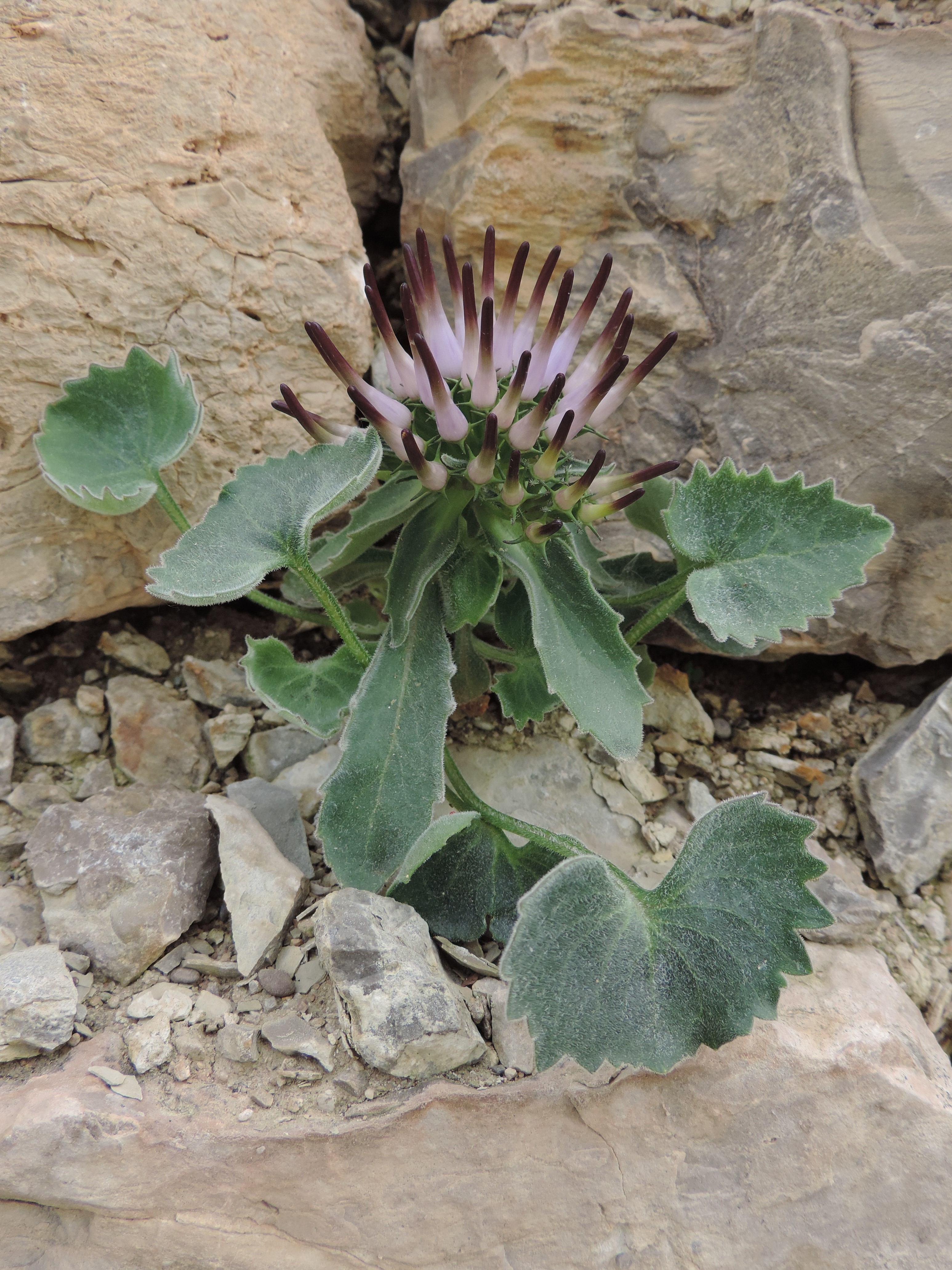
Habitus

## Merkmale
Die Schopfteufelskralle ist eine ausdauernde, krautige Pflanze, die Wuchshöhen von 5 bis 15 Zentimeter erreicht. Sie bildet eine Pleiokorm-Rübe aus. Die Grundblätter sind rundlich-nierenförmig, grob und tief gesägt und lang gestielt. Die Stängelblätter sind länglich-eiförmig. Die unteren verschmälern sich in den Stiel, die oberen sind grob gesägt und sitzend, mit keilförmigem Grund. Die Krone ist blasslila und 16 bis 20 Millimeter lang. Sie ist aus einem eiförmigen Grund zu einem Schnabel, der an der Spitze dunkelviolett ist, zusammengezogen. Im Gegensatz zu den Teufelskrallen (Phyteuma) bleiben aber diese Zipfel zusammengeheftet und trennen sich später nicht. Der Griffel endet in zwei Narben.
Die Blütezeit reicht von Juli bis August.
Die Art hat die Chromosomenzahl 2n = 34.

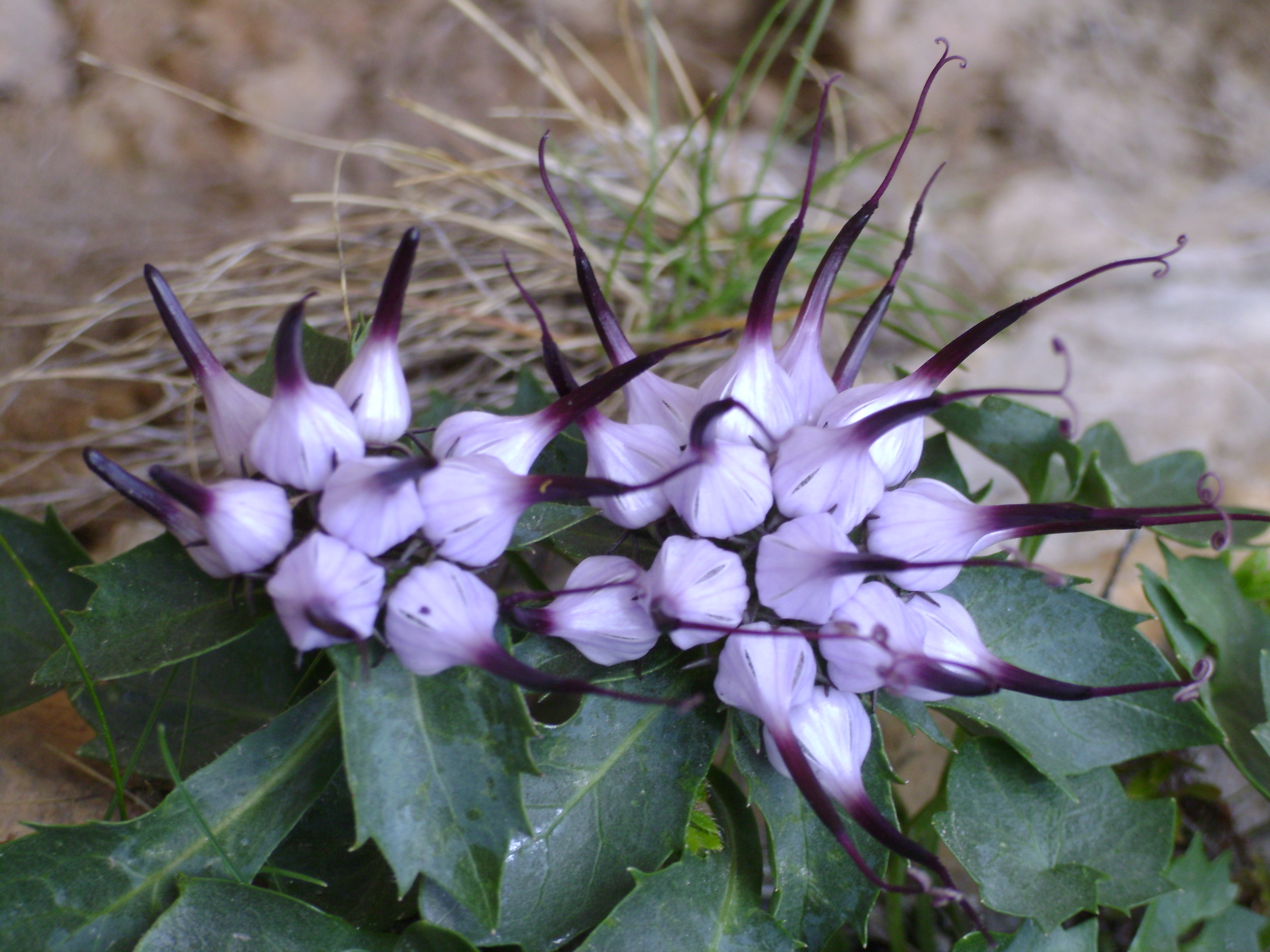
Schopfteufelskralle (Physoplexis comosa)

## Vorkommen
Die Schopfteufelskralle kommt in den südlichen Kalkalpen vom Comersee bis zu den West-Karawanken und den Julischen Alpen vor. Sie kommt also wild nur in den Gebieten von Österreich, Italien und Slowenien vor. Sie wächst in der montanen bis subalpinen Stufe in absonnigen Kalk- und Dolomit-Felsspalten in Höhenlagen von 1000 bis 1700 (selten ab 60 und bis 2000) Meter. Sie findet ihr Optimum in Gesellschaften des Unterverbands Physoplexido-Potentillenion caulescentis. Die Art ist nach den Anhängen II und IV der FFH-Richtlinie geschützt.

## Taxonomie
Die Scjopf-Teufelskralle wurde 1753 von Carl von Linné in Species Plantarum Band 1 Seite 171 als Phyteuma comosa erstbeschrieben.  Ferdinand Schur stellte die Art 1853 in Verhandlungen und Mittheilungen des Siebenbürgischen Vereins für Naturwissenschaften zu Hermannstadt Band 4 Seite 47 als Physoplexis comosa (L.) Schur in eine eigene Gattung Physoplexis. Den Namen Physoplexis hatte aber Stephan Ladislaus Endlicher 1838 gebildet, der die Schopfteufelskralle innerhalb der Gattung Phyteuma in eine eigene Sektion mit Namen Phyteuma sect. Physoplexis (im Werk: Genera, S. 517) gestellt hatte. Der Name Physoplexis kommt aus dem Griechischen und bedeutet „Blase, geflochten“, wegen der blasenförmig zusammenhängenden Blütenzipfel. Das Artepitheton comosa ist aus dem Lateinischen abgeleitet und bedeutet „schopfig“.

## Nutzung
Die Schopfteufelskralle wird selten als Zierpflanze für Steingärten genutzt.